# Martín Aguirregabiria
Martín Agirregabiria Padilla (Vitoria-Gasteiz, 10 mei 1996) is een Spaans voetballer die doorgaans speelt als rechtsback. In juli 2025 verliet hij FC Cartagena.

## Clubcarrière
Agirregabiria speelde in de jeugdopleiding van Deportivo Alavés. Deze doorliep hij en hij maakte zijn professionele debuut op 30 november 2017, toen in de Copa del Rey met 3–0 gewonnen werd van Getafe door doelpunten van Munir El Haddadi (tweemaal) en Bojan Krkić. De centrumverdediger mocht van coach Javier Cabello de volledige negentig minuten centraal achterin staan. Zijn eerste doelpunt maakte hij eveneens in het Spaanse bekertoernooi, op 28 januari 2018. In eigen huis werd gespeeld tegen Girona. Die ploeg kwam op voorsprong door een doelpunt van Pedro Alcalá. Rubén Sobrino maakte gelijk en twee minuten voor tijd zette Agirregabiria zijn team op voorsprong na een assist van Jorge Franco Alviz. Uiteindelijk werd het 2–2 door een treffer van Eric Montes.
Medio 2022 verliep zijn verbintenis en liet hij Alavés achter zich, waarop hij voor drie seizoenen tekende bij FC Famalicão.  Hij zou er uiteindelijk twee seizoenen spelen, waarna zijn contract na onderling akkoord ontbonden werd. Op 6 juli 2024 tekende hij een eenjarig contract bij FC Cartagena, zodat hij vanaf het seizoen 2024/25 in de Segunda División A actief zou zijn. Bij deze ploeg kwam hij zijn oude coach van Alavés, Abelardo Fernández, weer tegen. Hij werd onmiddellijk opgenomen in het basiselftal en kende zo zijn debuut op 18 augustus 2024 tijdens de seizoensopener, de met 3–1 verloren uitwedstrijd tegen Burgos CF. Zijn eerste doelpunt maakte hij op 26 oktober 2024 tijdens de met 3–1 verloren uitwedstrijd tegen CD Mirandés.

## Clubstatistieken
| Seizoen | Club             | Competitie         | Competitie | Competitie | Beker | Beker | Internationaal | Internationaal | Totaal | Totaal |
| Seizoen | Club             | Competitie         | Wed.       | Dlp.       | Wed.  | Dlp.  | Wed.           | Dlp.           | Wed.   | Dlp.   |
| ------- | ---------------- | ------------------ | ---------- | ---------- | ----- | ----- | -------------- | -------------- | ------ | ------ |
| 2017/18 | Deportivo Alavés | Primera División   | 21         | 0          | 4     | 0     | —              | —              | 25     | 0      |
| 2018/19 | Deportivo Alavés | Primera División   | 27         | 0          | 1     | 1     | —              | —              | 28     | 1      |
| 2019/20 | Deportivo Alavés | Primera División   | 31         | 1          | 1     | 0     | —              | —              | 32     | 1      |
| 2020/21 | Deportivo Alavés | Primera División   | 26         | 0          | 3     | 0     | —              | —              | 29     | 0      |
| 2021/22 | Deportivo Alavés | Primera División   | 24         | 0          | 0     | 0     | —              | —              | 24     | 0      |
| 2022/23 | FC Famalicão     | Primeira Liga      | 17         | 0          | 5     | 0     | —              | —              | 22     | 0      |
| 2023/24 | FC Famalicão     | Primeira Liga      | 24         | 0          | 2     | 0     | —              | —              | 26     | 0      |
| 2024/25 | FC Cartagena     | Segunda División A | 29         | 1          | 0     | 0     | —              | —              | 29     | 1      |
| Totaal  | Totaal           | Totaal             | 199        | 2          | 16    | 1     | 0              | 0              | 215    | 3      |

Bijgewerkt op 7 juli 2025.

## Erelijst
| Europees kampioen –21 | 1 | 2019 |